# Magdalena Sybilla Holstein-Gottorp
Magdalene Sibylle (ur. 24 listopada 1631, zm. 22 września 1719 w Güstrow) – księżniczka Holsztynu-Gottorp, poprzez małżeństwo księżna Meklemburgii-Güstrow.
Urodziła się jako druga córka księcia Holsztynu-Gottorp Fryderyka III i jego żony księżnej Marii Elżbiety.
28 listopada 1654 poślubiła ostatniego księcia Meklemburgii-Güstrow Gustawa Adolfa (po jego śmierci w 1695 państwo to zostało przyłączone do Meklemburgii-Schwerin). Para miała jedenaścioro dzieci:
- księcia Jana Albrechta (1655-1660)
- księżniczkę Eleonorę (1657-1672)
- księżniczkę Marię (1659-1701)
- księżniczkę Magdalenę (1660-1702)
- księżniczkę Zofię (1662-1738)
- księżniczkę Krystynę (1663-1749)
- księcia Karola (1664-1688)
- księżniczkę Jadwigę Eleonorę (1666-1735)
- księżniczkę Ludwikę (1667-1721), przyszłą królową Danii i Norwegii
- księżniczkę Elżbietę (1668-1738)
- księżniczkę Augustę (1674-1756)